# Bamesso
Bamesso est un village du Cameroun situé dans la région de l'Ouest et le département des Bamboutos, en pays Bamiléké, chef-lieu de groupement et chefferie de 2e degré de la commune de Mbouda.

## Géographie
La localité est située à 9 km à l'est du chef-lieu communal Mbouda.

## Population
Lors du recensement de 2005, la localité de Bamesso comptait 2 756 habitants.
C'est l'une des quelques localités où l'on parle le ngomba (ou ngomba'a), une langue bamiléké.

## Villages
Le groupement de Bamesso est constitué de 8 villages : Balafi, Balatet, Bamenka, Batangoua, Bodjezuené, Bondjifeu, Bonteu et King Place.

## Personnalités nées à Bamesso
- Emmanuel Nganou Djoumessi, ministre
- Tassonyim Benoît, praticien de thanatopraxie